# Carcinomastax
Carcinomastax är ett släkte av insekter som ingår i familjen Euschmidtiidae.

## Arter
- Carcinomastax acutissima Descamps, 1964
- Carcinomastax minima Descamps, 1964
- Carcinomastax moralesi Descamps, 1971
- Carcinomastax nigrivalva Descamps, 1964
- Carcinomastax portentosa Rehn & Rehn, 1945
- Carcinomastax quadrispinosa Descamps, 1964
- Carcinomastax seyrigi Descamps, 1964